# 浦野秀太
浦野 秀太（うらの しゅうた、1997年6月17日 - ）は、日本のアイドル。男性アイドルグループ・OWVのメンバー。神奈川県出身。吉本興業所属。

## 略歴
幼少より神奈川県で生まれ育つ。両親が習い事に熱心だったこともあり、2歳から英語、合気道、5歳からピアノ、水泳、サッカーを習っていた。
幼少時代は、サッカーの試合途中に砂山を作って遊んでしまう、水泳の練習中に突然飛び込み、横方向に泳ぎ出す、合気道の瞑想中に歩き回ってしまうなど、落ち着きがない子供だったと振り返る。唯一続いたのはピアノで、コンクールに出場し、大きなホールで演奏した経験もある。
中学1年生時の2009年7月に、母親がオーディションに応募したことをきっかけにジャニーズ事務所に入所するジャニーズJrとして。ステージでパフォーマンスすることを通じて、ダンスボーカルユニットで活動することを夢見るようになる。
また、中学時代にK-POPと出会い、特にSHINeeのテミンから影響を受ける。個人スキルを上げるために、中学2年生でジャニーズ事務所を退所し、レッスンに励む。
その後、高校2年生時にエイベックス・マネジメント（イケ家!）に所属するなど、様々な事務所を経る。なお、『PRODUCE 101 JAPAN』に参加する以前は、韓国の大手事務所に練習生として所属していたこともある。
大学4年生時の2019年に『PRODUCE 101 JAPAN』に出演する。初回順位は81位。レベル分けテストで「反逆のプリンス」として、本田康祐、白岩瑠姫、三井瞭とともに登場する。その後、コンセプトバトルまで勝ち進み、経歴に合わず、死票とベネフィットのみで国民プロデューサーに1度も頭を下げずに最終順位32位で番組を終える伝説の練習生となった。
番組終了後は進路に迷っていたが、OWVの設計当初からなぜかグループLINEに参加していた。浦野自身は「当時はトークルームの出入りが激しかったこともあり、結局自分以外の誰かとグループを組むのだろう」と思っており、リーダーの本田は「当初スタッフからは加入を反対されていた」と明かしている。しかし、本田の粘り強い交渉の末、正式にメンバーとして加わる。
大学卒業直後の2020年4月にOWVを結成。メインボーカルとして活動しながら、テレビや舞台に出演する等、マルチに活躍する。

## 人物
- グループでのメンバーカラーは黄色。
- 趣味は家族旅行、グルメ、お笑い番組やYouTubeを見ること[15]。
- 特技はピアノ、イ段変換、ノー瞬き（瞬きをせずに耐えること）
- グループ最年少(3週間)だが下積みの期間が一番長い。[16]メンバーの佐野文哉とは大学の同級生[17][18]で、番組開始前からの友人[7]。
- 5歳からピアノを習っており[19]、家ではクラシックを聞くことが多かった[7]。
- ベンチプレス自己ベスト60kg[5]。
- 現在も実家暮らしで電車通勤をしている。[5]
- 声がひょうきん[5]。
- 家族が大好き[5]。レギュラー出演番組『ぽかぽか』にて「お母さん大好き党」に入党し「実家大臣」に任命された[20]。
- スイカゲームの自己ベストは3701[5]
- OWVのことが大好きでデビュー時のインタビューで、「80歳までOWVでいよう」とLINEでメンバーに伝えたと答えている[21]。
- 日中はOWV 浦野秀太だが満月の夜になるとガゼル渕上になりスナックを営んでいる、という設定でYouTubeにスナックガゼルというコンテンツを持っている。グループ内だけでなく様々なアイドル及び芸人を呼んでトークをするコーナーである。（※OWV公式YouTubeコンテンツ「スナックガゼル」を参照。）[22]
- 冠番組『全力フルスイングOWVり‼︎』[23]にて、レインボー池田によりOWVメンバーが女装を施されるコーナーがあり、池田が用意したウィッグが全てしっくりこなかった末に地毛に濃いメイクを施した姿が似合いすぎていたため「ガゼル渕上」として人気コンテンツになった。
- 2025年1月18日に放送された『OWV 佐野文哉 Saturday Summit』にて、浦野のファンの総称についてメンバーの中川勝就が「お花畑」と発言した結果、佐野より「ばたけーず」と名付けられた。
- オーディションについて、当時を振り返り"死票とベネフィットのみで国民プロデューサーに１度も頭を下げず最終順位32位[24]で番組を終える伝説の練習生となった"とYouTubeでOWVのメンバーと語っている[5]。実際はお願いしている場面もあり真面目な練習生であったため、辛かった当時を笑いに変えられるような強さの持ち主である。

## 出演

### テレビ
- THE神業チャレンジ（2023年8月22日、TBS）-神業目隠しピアノに挑戦
- サスティな！～こんなとこにもSDGs～
- 賢者の赤ペンレビュー銭バカさん（2023年9月11日、TBS）[25]
- いくらかわかる金？（2024年11月30日、TBS）
- ぽかぽか（2023年1月10日 - 、フジテレビ）- 火曜日隔週レギュラー
- あかまヨガスマイル〜全国自撮り旅〜 （2025年5月29日、2025年6月5日、2025年6月12日、2025年6月19日、BSよしもと）- 本田康祐と出演
- ３秒聴けば誰でもわかる名曲ベスト１００（2025年7月21日、テレビ東京）- 歌唱ゲスト

### 配信番組
- PRODUCE 101 JAPAN（2019年9月26日-12月12日、GyaO）[11]
- ミスタートロット ジャパン（2025年3月12日、19日、26日、Lemino）-本選一次サブMC[26][27][28]
- シュシュっとごくろうさん（2025年5月12日、19日、Youtube）
- OWV Perfect Protein Party（2025年7月17日、NATSLIVE）

### 舞台
- SEPT presents『FATALISM ≠ Re:Another story』（2023年2月18日 - 26日、こくみん共済coopホール/スペース・ゼロ）- 藍備/ツタバ 役[29]
- SEPT presents『DREAM TELLER』（2023年12月2日、こくみん共済coopホール/スペース・ゼロ）- ゲスト出演・紅葉 役[30]
- FINAL FANTASY BRAVE EXVIUS 幻影戦争 THE STAGE（2024年2月23日 - 3月3日、ヒューリックホール東京） - サーダリー・クルステア 役[31]
- SEPT presents『WORLD BROKER』（2024年6月21日 - 30日、 こくみん共済coopホール/スペース・ゼロ）- 主演・紅葉 役[32][33]
- 舞台『理系が恋に落ちたので証明してみた。』（2024年9月12日 - 16日、こくみん共済 coop ホール/スペース・ゼロ） - 主演・雪村心夜 役[34]
- 台本のないコメディ（2024年11月29日、COOL JAPAN PARK OSAKA TTホール）
- シン・コメディ（2025年1月30日、COOL JAPAN PARK OSAKA TTホール）[35]

### イベント
- Rakuten GirlsAward 2022 AUTUMN/WINTER（2022年10月8日、幕張メッセ）[36]

- Rakuten GirlsAward 2023 SPRING/SUMMER（2023年5月4日、国立代々木競技場第一体育館）[37]

- Rakuten GirlsAward 2023 AUTUMN/WINTER（2023年9月30日、幕張メッセ）[38]

- Rakuten GirlsAward 2024 SPRING/SUMMER（2024年5月3日、国立代々木競技場第一体育館）[39]

- Rakuten GirlsAward 2024 AUTUMN/WINTER（2024年10月19日、幕張メッセ）[40]

- Rakuten GirlsAward 2025 SPRING/SUMMER（2025年5月3日、国立代々木競技場第一体育館）[41]